# Стибково
Стибково (ранее Стипково) — деревня в Жуковском районе Брянской области, в составе Крыжинского сельского поселения. Расположена в 1 км к востоку от села Быковичи. Население — 47 человек (2010).

## История
Упоминается с конца XVII века как имение Коломниных; с XVIII века — также Алымовых, Безобразовых и других помещиков. Входила в приход села Морачёво, с конца XVIII века — села Быковичи.
В XVII—XVIII вв. относилась к Подгородному стану Брянского уезда; с 1861 по 1924 год в Княвицкой волости Брянского (с 1921 — Бежицкого) уезда, в 1924—1929 гг. в Овстугской волости.
В 1929—1932 и 1939—1957 гг. входила в Жирятинский район; в 1932—1939 и с 1957 года до настоящего времени — в Жуковском районе. С 1920-х гг. до 2005 года — в Быковичском сельсовете.
До 1964 года — две раздельные деревни (Большое и Малое Стибково, второе к северо-востоку от первого). Малое Стибково до XIX века также называлось Коломенка — по фамилии бывших владельцев.
| Годы      | 1866 | 1926 | 1979 | 1989 | 2002 | 2010 |
| --------- | ---- | ---- | ---- | ---- | ---- | ---- |
| Население | 363  | 505  | 135  | 86   | 72   | 47   |